# Jan VI Rzeszowski
Jan VI Rzeszowski of Jan van Rzeszowa (1411 - 28 februari 1488) was de 38e bisschop van Krakau. Hij was een telg van de Poolse heraldische clan Półkozic. Jan Rzeszowski vocht in de Slag bij Varna. Als bisschop van Krakau heeft hij in de jaren 80 van de 15e eeuw de opdracht gegeven om zijn officiële bisschoppelijke brevier op grote schaal te printen en te verspreiden. Deze trend werd doorgezet door zijn opvolgers. Er is geen enkele exemplaar uit zijn tijd overgebleven.
Jan Rzeszowski heeft de sacristie en de Kapel van de Heilige Kruis aan de Wawelkathedraal gebouwd. In deze kapel is hij later ook begraven.
- Virtual International Authority File: 386151778199518130007